# Cestonia grisella
Cestonia grisella là một loài ruồi trong họ Tachinidae.